# Pterygoneurum papillosum
Pterygoneurum papillosum är en bladmossart som beskrevs av Oesau 2003. Pterygoneurum papillosum ingår i släktet Pterygoneurum och familjen Pottiaceae. Inga underarter finns listade i Catalogue of Life.